# Pierre-Louis Barbou
Pierre-Louis Barbou (né le 13 octobre 1732 à  Dammartin-en-Goële) est un prêtre catholique séculier français, qui exerça une activité politique au début de la Révolution.

## Biographie
Ancien professeur au séminaire de Meaux, curé de la paroisse d'Isles-lès-Villenoy depuis 1770, il est Député du clergé du bailliage de Meaux aux États généraux de 1789.
Il ne se fit guère remarquer à l'Assemblée de Versailles. L'almanach des députés de l'Assemblée nationale dit de lui, non sans ironie : « Il paraît que M. Barbou n'a pas invoqué avec succès l'ombre éloquente de l'Évêque de Meaux. Ses discours le montrent comme son silence. »
Très opposé au mouvement révolutionnaire, il démissionna le 29 octobre 1789, quelques jours après la marche du peuple sur Versailles et fut remplacé par son suppléant, Pierre-Jean de Ruallem, abbé de Saint-Faron de Meaux.
Après avoir prêté serment à la Constitution, il se rétracta en février 1793. Arrêté comme suspect, il fut condamné à la déportation le 2 avril 1793 et émigra tout de suite après. Il mourut probablement en Suisse.

## Sources
- « Pierre-Louis Barbou », dans Adolphe Robert et Gaston Cougny, Dictionnaire des parlementaires français, Edgar Bourloton, 1889-1891 [détail de l’édition]
- Archives départementales de Seine-et-Marne